# Bergvolkeren
Bergvolkeren is de term die gebruikt wordt voor verscheidene etnische groepen die leven in de berggebieden van Zuid China, Laos, Vietnam, Thailand en Myanmar. ze leven een semi nomadisch bestaan. Vaak leven ze nog net zo als de mensen in het begin van onze jaartelling en komt de "20e eeuw" als een schok voor ze. De diverse regeringen van de landen waarin ze leven proberen deze volkeren te assimileren in de "normale" bevolking.
We kunnen een aantal groepen onderscheiden aan de hand van de taal die ze spreken:

Tibeto-Birmaanse talen:
- Lisu (Lisaw)
- Lahu (Musoe)
- Akha (Iko, Ikaw)

Karenic:
- Karen (Yang, Kariang)
- Kayah

Hmong-Mientalen: 
- Hmong (Meo, Maew)
- Mien (Yao)

Tussen haakjes staan namen vermeld die in sommige landen worden gebruikt om de groep aan te duiden.

## Thailand
Veel van de problemen voor de bergvolken in Thailand worden veroorzaakt door de discriminatie van deze groepen. Door de meerderheid van de Thais worden ze gezien als onontwikkeld en veroorzakers van de drugsproblemen. De meeste lokale politici in de provincies waar de bergvolkeren wonen voeren vaak campagne tegen hun aanwezigheid en verspreiden ongefundamenteerde vooroordelen over deze bevolkingsgroepen. Ze worden regelmatig van hun land verdreven en ook wordt het Thaise staatsburgerschap afgenomen. Het enige waarvoor de bergvolkeren vaak goed zijn is om te dienen als attractie voor toeristen. 
De Thaise koning Bhumibol en zijn vrouw koningin Sirikit trekken zich het lot van de bergvolkeren aan. Ze zijn projecten (Doi Tung project) gestart om hen te steunen en de vooroordelen binnen de Thaise bevolking weg te halen. Zo is de koning een onderzoeksproject gestart om te kijken welke groenten en vruchten er in de bergachtige gebieden van het noorden willen groeien en genoeg geld opbrengen voor de bevolking. Dit om de bergvolkeren over te halen te stoppen met het verbouwen van opium. Zo zijn er onder andere bloemen uit Nederland geïntroduceerd, maar ook appels, peren en aardbeien. Deze komen alle niet in Thailand voor en moesten geïmporteerd worden. In het voorjaar kan men nu echter verse aardbeien uit het noorden van Thailand op de markten van Bangkok vinden. 